# 3e Bureau central du Parti communiste chinois

Le 3e Bureau central du Parti communiste chinois (en chinois : 中国共产党第三届中央局) est le bureau politique élu par le 3e congrès national du Parti, à Canton (dans la province du Guangdong), en juin 1923.

## Membres
- Chen Duxiu (陳獨秀)
- Cai Hesen (蔡和森)
- Mao Zedong (毛澤東)
- Luo Zhanglong (罗章龙)
- Tan Pingshan (谭平山), ultérieurement remplacé par Wang Hebo (王荷波)[2]